# Mycetophila lenis
Mycetophila lenis är en tvåvingeart som beskrevs av Oskar Augustus Johannsen 1912. Mycetophila lenis ingår i släktet Mycetophila och familjen svampmyggor.
Artens utbredningsområde är Maine. Inga underarter finns listade i Catalogue of Life.